# Ꝼ
La F insular (Mayúscula: Ꝼ minúscula: ꝼ), es una letra adicional que se utiliza en el estudio del nórdico o anglosajón.

## Uso

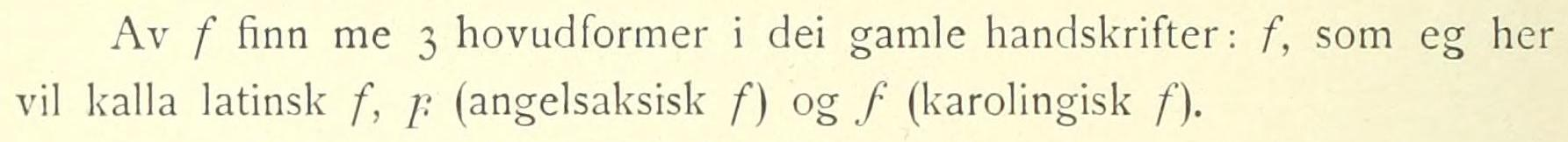
Las 3 formas de f en manuscritos antiguos según Hægstad 1906: f latina, f isleña y f carolingia.

La f insular es una forma de la f utilizada en la escritura gótica en manuscritos anglosajones o nórdicos. Se utiliza distintivamente de f en ciertos trabajos científicos para reproducir el uso de la f carolingia en latín y la f insular en anglosajón o nórdico en el mismo manuscrito

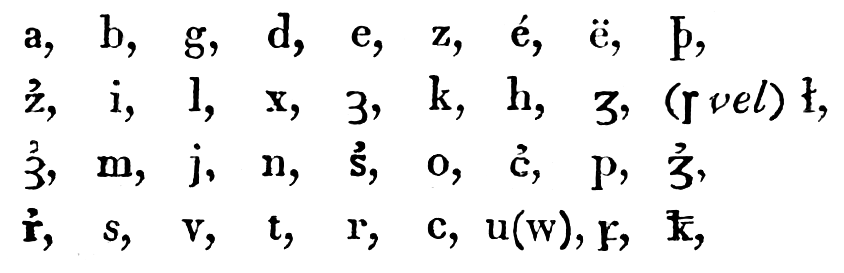
Alfabeto propuesto para georgiano por Rasmus Rask en 1832.

Rasmus Rask propuso un alfabeto latino para escribir los idiomas armenio y georgiano con la F insular en Nonnulla de pleno systemate Sibilantium in lingvis montanis publicado en 1832·.

## Variantes
|  | Forma utilizada en nórdico antiguo desde el siglo XIV (1225).            |
|  | Forma utilizada en nórdico antiguo en los siglos XIII y XIV (1250-1350). |
|  | Forma utilizada en nórdico antiguo desde el siglo XIV.                   |

## Codificación
La F insular se puede representar mediante los siguientes caracteres Unicode (D latina extendida):
| Carácter      | Ꝼ                              | Ꝼ                              | ꝼ                            | ꝼ                            |
| ------------- | ------------------------------ | ------------------------------ | ---------------------------- | ---------------------------- |
| Unicode       | LATIN CAPITAL LETTER INSULAR F | LATIN CAPITAL LETTER INSULAR F | LATIN SMALL LETTER INSULAR F | LATIN SMALL LETTER INSULAR F |
| Codificación  | decimal                        | hex                            | decimal                      | hex                          |
| Unicode       | 42875                          | U+A77B                         | 42876                        | U+A77C                       |
| UTF-8         | 234 157 187                    | EA 9D BB                       | 234 157 188                  | EA 9D BC                     |
| Ref. numérica | &#42875;                       | &#xA77B;                       | &#42876;                     | &#xA77C;                     |